# Сан-Педру-де-Пенаферрін
Сан-Педру-де-Пенаферрін (порт. São Pedro de Penaferrim; МФА: [ˈsɐ̃w ˈpe.dɾu dɨ pɨ.nɐ.fɨ.ˈʁĩ]) — парафія в Португалії, у муніципалітеті Сінтра. Розташована в західній частині країни, на теренах історичної португальської провінції Ештремадура. Входить до складу округу Лісабон. За адміністративним поділом, чинним до 1976 року, терени парафії були складовою провінції Ештремадура. Належить до Лісабонського патріархату Католицької церкви. Патрон — святий Петро. Площа — 26,9695 км². Населення — 14001 ос. (2011). Сильно урбанізований регіон. Густота населення — 519,14 осіб/км²
. Код — 111112.

## Назва
- Сінтра (Сан-Педру-де-Пенаферрін) (порт. Sintra (São Pedro de Penaferrim)) — офіційна назва.

## Населення
| Кількість мешканців | Кількість мешканців | Кількість мешканців | Кількість мешканців | Кількість мешканців | Кількість мешканців | Кількість мешканців | Кількість мешканців | Кількість мешканців | Кількість мешканців | Кількість мешканців | Кількість мешканців | Кількість мешканців | Кількість мешканців | Кількість мешканців |
| ------------------- | ------------------- | ------------------- | ------------------- | ------------------- | ------------------- | ------------------- | ------------------- | ------------------- | ------------------- | ------------------- | ------------------- | ------------------- | ------------------- | ------------------- |
| 1864                | 1878                | 1890                | 1900                | 1911                | 1920                | 1930                | 1940                | 1950                | 1960                | 1970                | 1981                | 1991                | 2001                | 2011                |
| 1 922               | 1 981               | 2 282               | 2 232               | 4 785               | 4 870               | 3 061               | 3 443               | 6 505               | 9 345               | 4 063               | 5 786               | 6 456               | 10 449              | 14 001              |